# Chiesa di Sant'Agata (Messina)
L'antica chiesa di Sant'Agata che sorse a Messina in prossimità della costa dove erano state sbarcate le reliquie del corpo della santa martire catanese, era stata proposta all'elevazione a parrocchia nella riunione di giunta del 9 aprile 1866 del consiglio comunale, ma fu definitivamente separata dalla parrocchia di Faro Superiore, divenendo parrocchia autonoma, soltanto il 7 dicembre 1883 con decreto dell'arcivescovo di Messina il cardinale Giuseppe Guarino, ed affidata al primo cappellano, curato padre Pasquale Arena nativo del Villaggio Sant'Agata e appartenente all'Ordine dei Minori Francescani Riformati, che la tenne fino al 1898.

## Storia
Il tempio ricorda lo sbarco dopo il rientro da Costantinopoli delle reliquie di Sant'Agata per opera di Gisliberto e Goselmo nel 1126. Un furto congegnato in seguito al trafugamento perpetrato da Giorgio Maniace nel 1040. Sosta intermedia prima di quella del Castello di Aci ove avvenne la riconsegna e il definitivo rientro nella cattedrale di Sant'Agata di Catania.
Affidata la primitiva chiesa all'Ordine dei Chierici regolari minori, nel 1722 fu abbellita con il prospetto progettato da Agostino Pittella.
La Casa dei caracciolini fu sede della Congregazione sotto il titolo degli «Schiavi della Madonna».
La costruzione fu rasa al suolo dal terremoto del 28 dicembre 1908, rimase in piedi il solo settore absidale, e sostituita, a partire dal 1909, da una chiesa-baracca. Padre Antonio La Rosa riferisce che dopo il sisma “[...] la prima ricostruzione del 1911 avviene comunque, sulla stessa pianta della originaria chiesa pre-terremoto, come risulta dalle risposte fornite dal rev. Giliberto al questionario sullo “Stato patrimoniale ed economico della Parrocchia Sant'Agata, Diocesi di Messina” del 28.10.1929, al n. 5: “la Chiesa non è stata ampliata perché costruita sullo stesso locale su cui sorgeva prima del disastro del 28 dicembre 1908”; mentre nel verbale redatto in occasione del primo riconoscimento civile dell'Ente parrocchiale, il 21 giugno 1923, dal subeconomo dei benefici vacanti, per l'immissione nel possesso civile della sede parrocchiale in favore del Rev. Giliberto, viene riferito che “La Chiesa (consta) di una sola navata in parte murata ed in parte baraccata con un altare di marmo su cui sovrasta un grande quadro raffigurante la Natività...””.
La nuova chiesa in cemento armato e muratura perimetrale di mattoni pieni fu una delle prime ad essere costruita agli inizi degli anni '20, su progetto dell'ing. Giuseppe Marino che a Messina progetterà anche il restauro e la ricostruzione della chiesa barocca dello Spirito Santo.
Lo stile architettonico adottato fu quello eclettico neogotico che rievocava gli elementi decorativi medievali siciliani negli archetti pensili sotto i cornicioni degli spioventi del tetto e nel portale d'ingresso con esili profilature modanate. Venne inaugurata ed eretta in parrocchia il 26 luglio 1921.
Il sacro tempio ebbe a subire notevoli danni durante i bombardamenti anglo-americani della seconda guerra mondiale, come annotava il 30 aprile 1945 il parroco padre Domenico Giliberto in un documento conservato nell'archivio parrocchiale: “Danni dei bombardamenti. Chiesa, sagristia e magazzino gravemente danneggiati ma riparati nelle parti urgenti però in modo definitivo. Organo gravemente danneggiato e riparato in modo da essere utilizzato. Campana grande forata alla parte superiore ma che mantiene la tonalità. La maggior parte delle lampadine elettriche rovinate. Altri danni ai mobili a scomparsa degli avanzi delle rovine. Sottrazione della reliquia di Sant'Agata. Canonica danneggiata principalmente nelle aperture a vetri completamente frantumati”.
La chiesa conserva interessanti opere d'arte quali una pala d'altare del 1794 di autore ignoto raffigurante la “Natività con adorazione dei pastori”, dipinto ad olio su tela, due statue lignee policrome della fine dell'Ottocento di Sant'Agata e dell'Immacolata e un altare maggiore dello stesso periodo. Il dipinto, di ottima fattura è certamente dovuto a un artista messinese che operava probabilmente nell'orbita di Giuseppe Paladino, si rifà nella composizione e nell'atteggiamento della Vergine che mostra all'adorazione dei pastori il Santo Bambino, a un illustre precedente: il grande dipinto di Peter Paul Rubens del 1608 conservato nella pinacoteca civica di Fermo.
Secondo quanto scrive mons. Salvatore Chimenz nell'annuario diocesano “L'Arcidiocesi e l'Archimandritato di Messina nel 1963”, le statue sarebbero opera dello scultore Saccà, attivo in città nella seconda metà del XIX secolo. La bottega Saccà era composta da tre fratelli, Alfredo, Alessandro e Antonino che a Messina realizzarono anche un pregevole pulpito ligneo per la chiesa del Sacro Cuore di Gesù, chiesa ottocentesca ancora esistente nella parte alta di via Felice Bisazza, annessa all'Istituto omonimo fondato daia coniugi Smaltzer e oggi gestito dalle suore domenicane.
I fratelli Saccà furono anche prolifici scultori di monumenti funerari al Gran Camposanto di Messina, fra i quali si ricordano quello ad Antonio Sittineri (firmato A. Saccà F. – sec. XIX); a Giuseppe Di Martino (firmato A. Saccà – sec. XIX); ad Amalietta Marangolo (firmato A. Saccà – sec. XIX); a Placido La Bella (firmato Al.do Saccà – sec. XIX).
Sotto il piano di calpestio della chiesa sono ubicate due cripte con colatoi del Settecento il cui accesso è chiuso da una lastra tombale datata 177..., ciò che dimostra come la chiesa attuale sia stata edificati sulla stessa area di quella più antica. A proposito di queste cripte, Padre Antonio La Rosa in un suo scritto riferisce che [...] è certo che esse sono state utilizzate per l'inumazione dei naturali sino al 20 Agosto 1887, con l'inumazione della piccola Giovanna Concetta Fiorenza di 4 mesi, come annotato nel registro dei defunti Vol. I/1880-1964, pagina 9 N°2, mentre da quella data in poi la sepoltura avviene “in Campo Sancto Chianazzo” o “Pacis””.

## Congregazione sotto il titolo degli «Schiavi della Madonna»
Sodalizio istituito dal Padre Predicatore Paolo Matio.